# Lista de prefeitos de Goiânia

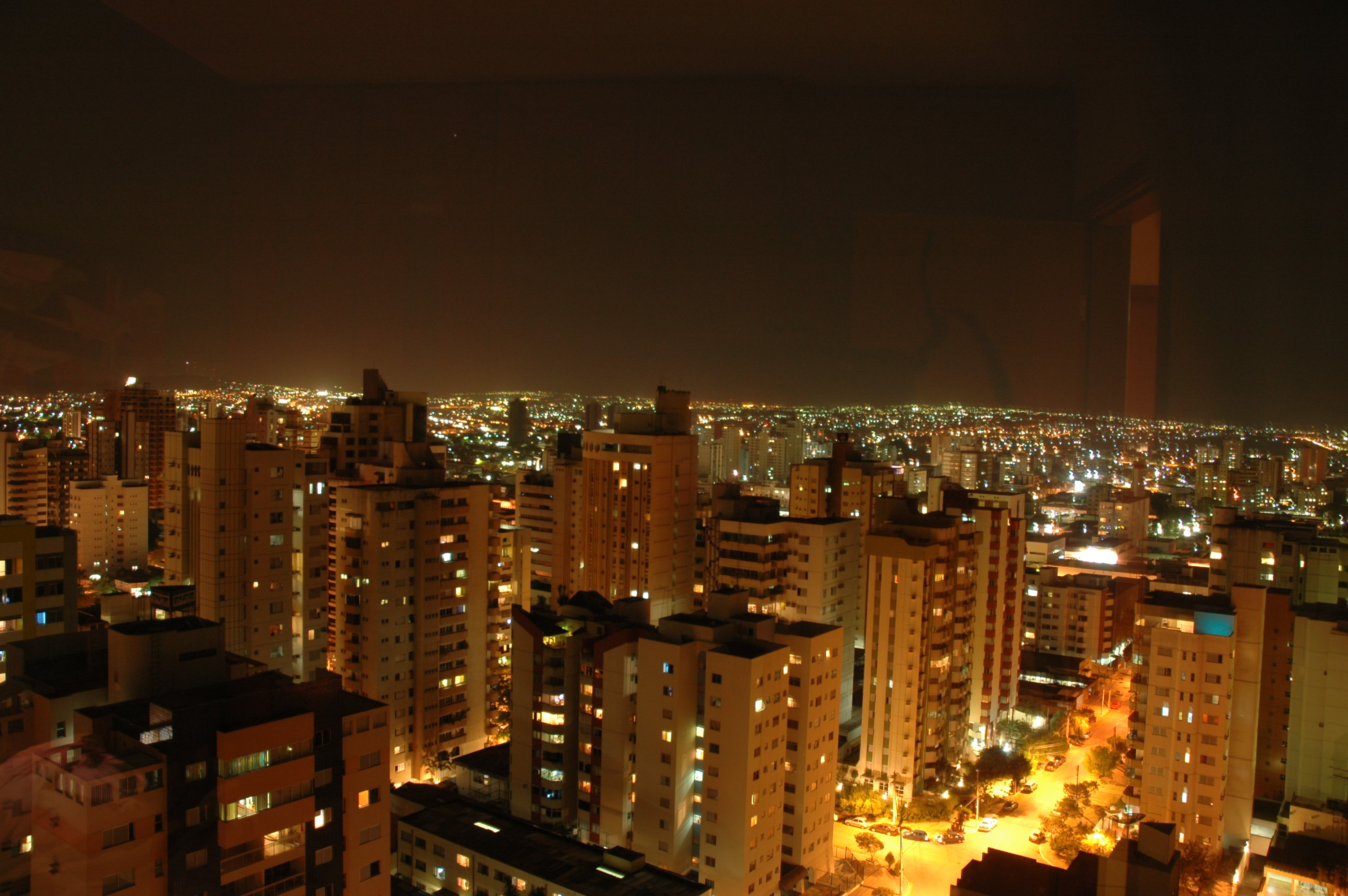
Vista parcial de Goiânia, Goiás.

Esta é a lista de prefeitos da cidade de Goiânia, capital do estado brasileiro de Goiás, que assumiram o cargo após a emancipação política da cidade, decretada em 24 de outubro de 1933. O primeiro prefeito de Goiânia, Venerando de Freitas Borges, foi empossado em 20 de novembro de 1935 pelo então interventor Pedro Ludovico Teixeira. Desde então, outras 29 pessoas assumiram o cargo, sendo que apenas Iris Rezende Machado e Paulo Garcia mantiveram-se no cargo por mais de um mandato.
Hoje, a administração municipal se dá pelo poder executivo e poder legislativo. Importante registrar que os Municípios não possuem Poder Judiciário desde 1º de outubro de 1828. O poder executivo é representado pelo prefeito e seu gabinete de secretários, em conformidade ao modelo proposto pela Constituição Federal. O 32° prefeito foi Rogério Cruz, que assumiu o cargo em 1º de janeiro de 2021, de forma interina, após ser eleito vice-prefeito na chapa de Maguito Vilela nas eleições de novembro de 2020, Maguito faleceu em São Paulo aos 71 anos, por complicações da COVID-19, anteriormente empossado virtualmente, tendo a seguir seu afastamento aprovado pela Câmara de Vereadores. Atualmente, o prefeito de Goiânia é Sandro Mabel.

## Prefeitos de Goiânia
| Lista de prefeitos do município de Goiânia (1935—2025) | Lista de prefeitos do município de Goiânia (1935—2025) | Lista de prefeitos do município de Goiânia (1935—2025) | Lista de prefeitos do município de Goiânia (1935—2025) | Lista de prefeitos do município de Goiânia (1935—2025) | Lista de prefeitos do município de Goiânia (1935—2025) | Lista de prefeitos do município de Goiânia (1935—2025) | Lista de prefeitos do município de Goiânia (1935—2025)              | Lista de prefeitos do município de Goiânia (1935—2025)                                                            |
| Nº                                                     | Nome                                                   | Imagem                                                 | Partido                                                | Partido                                                | Eleição                                                | Início do mandato                                      | Fim do mandato                                                      | Observações |
| ------------------------------------------------------ | ------------------------------------------------------ | ------------------------------------------------------ | ------------------------------------------------------ | ------------------------------------------------------ | ------------------------------------------------------ | ------------------------------------------------------ | ------------------------------------------------------------------- | --- |
| 1                                                      | Venerando de Freitas Borges                            |                                                        |                                                        | PSR                                                    | Não houve                                              | 20 de novembro de 1935                                 | 5 de novembro de 1945                                               | Nomeado pelo Interventor Federal Pedro Ludovico Teixeira                                                          |
| 1                                                      | Venerando de Freitas Borges                            | Sem partido                                            |                                                        |                                                        | Não houve                                              | 20 de novembro de 1935                                 | 5 de novembro de 1945                                               | Nomeado pelo Interventor Federal Pedro Ludovico Teixeira                                                          |
| 2                                                      | Ismerino Soares de Carvalho                            |                                                        |                                                        | MTR                                                    | Não houve                                              | 9 de novembro de 1945                                  | 17 de fevereiro de 1946                                             | Nomeado pelo Interventor Federal Eládio de Amorim                                                                 |
| 3                                                      | Orivaldo Borges Leão                                   |                                                        |                                                        | PSP                                                    | Não houve                                              | 18 de fevereiro de 1946                                | 25 de março de 1947                                                 | Nomeado pelo Interventor Federal Filipe Antônio Xavier de Barros                                                  |
| 4                                                      | Ismerino Soares de Carvalho                            |                                                        |                                                        | UDN                                                    | Não houve                                              | 26 de março de 1947                                    | 6 de novembro de 1947                                               | Nomeado pelo Governador de Goiás Jerônimo Coimbra Bueno                                                           |
| 5                                                      | Eurico Viana                                           |                                                        |                                                        | PSD                                                    | 1947                                                   | 6 de novembro de 1947                                  | 30 de janeiro de 1951                                               | Primeiro prefeito eleito diretamente                                                                              |
| 6                                                      | Venerando de Freitas Borges                            |                                                        | PSD                                                    | 1950                                                   | 31 de janeiro de 1951                                  | 31 de janeiro de 1955                                  | Prefeito eleito em sufrágio universal                               | |
| 7                                                      | Messias de Souza Costa                                 |                                                        | PSD                                                    | 1950                                                   | 2 de fevereiro de 1955                                 | 5 de março de 1955                                     | Assumiu interinamente na condição de Presidente da Câmara Municipal | |
| 8                                                      | João de Paula Teixeira Filho                           |                                                        |                                                        | PTB                                                    | 1954                                                   | 5 de março de 1955                                     | 31 de janeiro de 1959                                               | Prefeito eleito em sufrágio universal                                                                             |
| 9                                                      | Jaime Câmara                                           |                                                        |                                                        | PSD                                                    | 1958                                                   | 31 de janeiro de 1959                                  | 31 de janeiro de 1961                                               | Prefeito eleito em sufrágio universal                                                                             |
| 10                                                     | Hélio Seixo de Brito                                   |                                                        |                                                        | UDN                                                    | 1960                                                   | 31 de janeiro de 1961                                  | 31 de janeiro de 1966                                               | Prefeito eleito em sufrágio universal                                                                             |
| 11                                                     | Iris Rezende                                           |                                                        |                                                        | MDB                                                    | 1965                                                   | 31 de janeiro de 1966                                  | 20 de outubro de 1969                                               | Prefeito eleito em sufrágio universal                                                                             |
| 12                                                     | Leonino Caiado                                         |                                                        |                                                        | ARENA                                                  | Não houve                                              | 22 de outubro de 1969                                  | 30 de junho de 1970                                                 | Prefeito nomeado pelo Governador do Estado Otávio Lage de Siqueira                                                |
| 13                                                     | Manoel dos Reis e Silva                                |                                                        | 2 de julho de 1970                                     | ARENA                                                  | Não houve                                              | 14 de abril de 1974                                    | Prefeito nomeado pelo Governador do Estado Otávio Lage de Siqueira  | |
| 14                                                     | Rubens Vieira Guerra                                   |                                                        | 27 de maio de 1974                                     | ARENA                                                  | Não houve                                              | 21 de março de 1975                                    | Prefeito nomeado pelo Governador do Estado Leonino Di Ramos Caiado  | |
| 15                                                     | Francisco de Freitas Castro                            |                                                        | 21 de março de 1975                                    | ARENA                                                  | Não houve                                              | 17 de maio de 1978                                     | Prefeito nomeado pelo Governador do Estado Irapuan Costa Júnior     | |
| 16                                                     | Hélio Mauro Umbelino Lôbo                              |                                                        | 17 de maio de 1978                                     | ARENA                                                  | Não houve                                              | 10 de abril de 1979                                    | Prefeito nomeado pelo Governador do Estado Irapuan Costa Júnior     | |
| 17                                                     | Daniel Antônio de Oliveira                             |                                                        |                                                        | MDB                                                    | Não houve                                              | 10 de abril de 1979                                    | 30 de junho de 1979                                                 | Prefeito nomeado pela Assembleia Legislativa, assumiu interinamente na condição de Presidente da Câmara Municipal |
| 18                                                     | Índio do Brasil Artiaga Lima                           |                                                        |                                                        | PDS                                                    | Não houve                                              | 30 de junho de 1979                                    | 14 de maio de 1982                                                  | Prefeito nomeado pelo Governador do Estado Ary Valadão                                                            |
| 19                                                     | Goianésio Ferreira Lucas                               |                                                        | 17 de maio de 1982                                     | PDS                                                    | Não houve                                              | 14 de março de 1983                                    | Prefeito nomeado pelo Governador do Estado Ary Valadão              | |
| 20                                                     | Daniel Borges Campos                                   |                                                        | 15 de março de 1983                                    | PDS                                                    | Não houve                                              | 18 de março de 1983                                    | Assumiu interinamente na condição de Presidente da Câmara Municipal | |
| 21                                                     | Nion Albernaz                                          |                                                        |                                                        | PMDB                                                   | Não houve                                              | 18 de março de 1983                                    | 31 de dezembro de 1985                                              | Prefeito nomeado pelo Governador do Estado Iris Rezende                                                           |
| 22                                                     | Daniel Antônio de Oliveira                             |                                                        | PMDB                                                   | 1985                                                   | 1º de janeiro de 1986                                  | 26 de março de 1987                                    | Primeiro Prefeito eleito diretamente após o golpe de 1964           | |
| 23                                                     | Joaquim Roriz                                          |                                                        | PMDB                                                   | Não houve                                              | 23 de março de 1987                                    | 17 de outubro de 1988                                  | Interventor nomeado pelo Governador do Estado Henrique Santillo     | |
| —                                                      | Daniel Antônio de Oliveira                             |                                                        | PMDB                                                   | 1985                                                   | 19 de outubro de 1988                                  | 31 de dezembro de 1988                                 | Reassumiu o cargo                                                   | |
| 24                                                     | Nion Albernaz                                          |                                                        | PMDB                                                   | 1988                                                   | 1º de janeiro de 1989                                  | 31 de dezembro de 1992                                 | Prefeito eleito em sufrágio universal                               | |
| 25                                                     | Darci Accorsi                                          |                                                        |                                                        | PT                                                     | 1992                                                   | 1º de janeiro de 1993                                  | 31 de dezembro de 1996                                              | Prefeito eleito em sufrágio universal                                                                             |
| 26                                                     | Nion Albernaz                                          |                                                        |                                                        | PSDB                                                   | 1996                                                   | 1º de janeiro de 1997                                  | 31 de dezembro de 2000                                              | Prefeito eleito em sufrágio universal                                                                             |
| 27                                                     | Pedro Wilson Guimarães                                 |                                                        |                                                        | PT                                                     | 2000                                                   | 1º de janeiro de 2001                                  | 31 de dezembro de 2004                                              | Prefeito eleito em sufrágio universal                                                                             |
| 28                                                     | Iris Rezende                                           |                                                        |                                                        | PMDB                                                   | 2004                                                   | 1º de janeiro de 2005                                  | 31 de dezembro de 2008                                              | Prefeito eleito em sufrágio universal                                                                             |
| 28                                                     | Iris Rezende                                           | 2008                                                   | 1º de janeiro de 2009                                  | PMDB                                                   | 1º de abril de 2010                                    | Prefeito reeleito em sufrágio universal                |                                                                     | |
| 29                                                     | Paulo Garcia                                           | 2008                                                   |                                                        |                                                        | PT                                                     | 1º de abril de 2010                                    | 31 de dezembro de 2012                                              | Vice-prefeito eleito, assumiu como prefeito, após a renúncia do titular                                           |
| —                                                      | Paulo Garcia                                           |                                                        | PT                                                     | 2012                                                   | 1º de janeiro de 2013                                  | 31 de dezembro de 2016                                 | Prefeito reeleito em sufrágio universal                             | |
| 30                                                     | Iris Rezende                                           |                                                        |                                                        | MDB                                                    | 2016                                                   | 1º de janeiro de 2017                                  | 31 de dezembro de 2020                                              | Prefeito eleito em sufrágio universal                                                                             |
| 31                                                     | Maguito Vilela                                         |                                                        | 2020                                                   | MDB                                                    | 1º de janeiro de 2021                                  | 13 de janeiro de 2021                                  | Prefeito eleito em sufrágio universal                               | |
| 32                                                     | Rogério Cruz                                           |                                                        | 2020                                                   |                                                        | Republicanos                                           | 13 de janeiro de 2021                                  | 31 de dezembro de 2024                                              | Vice-prefeito eleito, assumiu como prefeito após a morte do titular                                               |
| 32                                                     | Rogério Cruz                                           | Solidariedade                                          | 2020                                                   |                                                        |                                                        | 13 de janeiro de 2021                                  | 31 de dezembro de 2024                                              | Vice-prefeito eleito, assumiu como prefeito após a morte do titular                                               |
| 33                                                     | Sandro Mabel                                           |                                                        |                                                        | UNIÃO                                                  | 2024                                                   | 1º de janeiro de 2025                                  | presente                                                            | Prefeito eleito em sufrágio universal                                                                             |

### Legenda
| cor     | significado                                                                           |
| Verde   | mandatários eleitos por votação direta ou indireta (pela Câmara Municipal de Goiânia) |
| Bege    | mandatários nomeados pelo Governo do Estado de Goiás                                  |
| Amarelo | mandatários que assumiram por serem vice-prefeitos                                    |

## Ex-prefeitos vivos
Na atualidade, há seis ex-prefeitos de Goiânia vivos. Em 2021, 2 ex-prefeitos faleceram, eram: Maguito Vilela e Iris Rezende

Leonino Caiado, 14 de outubro de 1933 (91 anos) prefeito entre 1969 e 1970
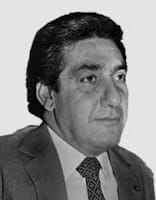
Índio do Brasil Artiaga Lima, 11 de julho de 1936 (89 anos) prefeito entre 1979 e 1982
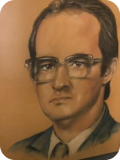
Daniel Antônio de Oliveira, 28 de maio de 1941 (84 anos) prefeito entre 1979, 1986 e 1988
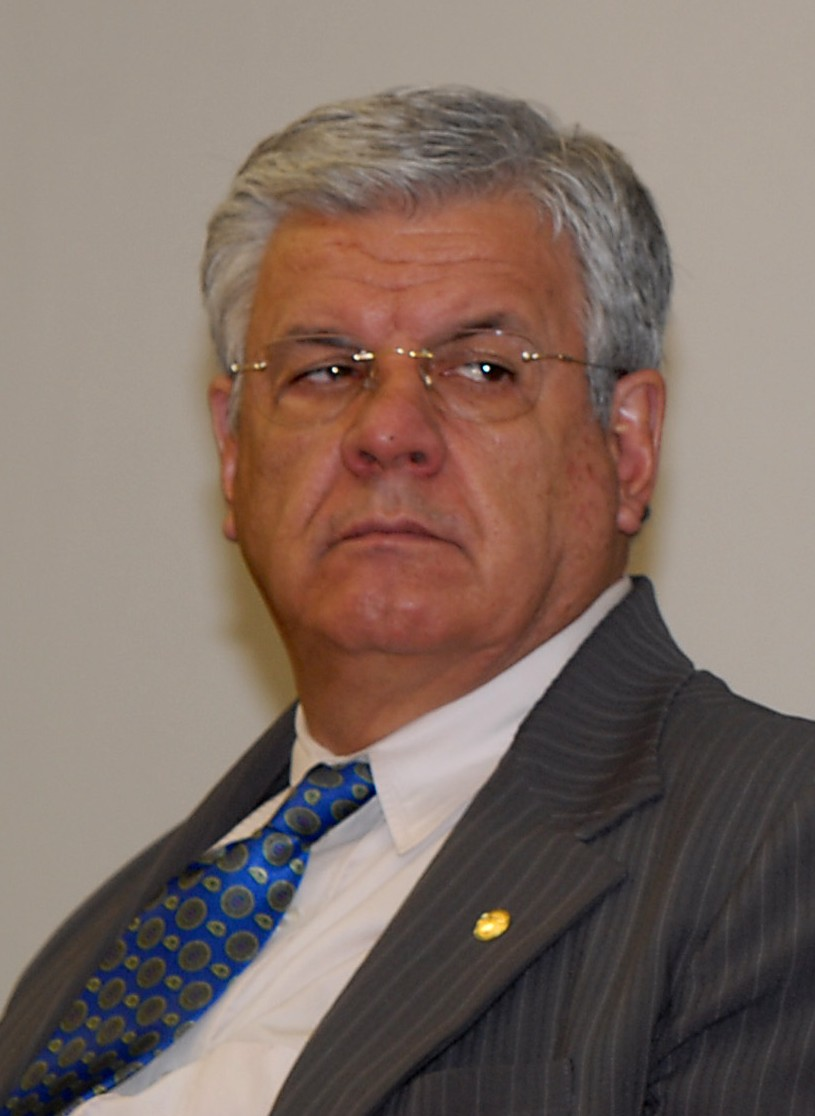
Pedro Wilson Guimarães 23 de fevereiro de 1942 (83 anos) prefeito entre 2001 e 2004
Hélio Mauro, 19 de junho de 1942 (83 anos) prefeito entre 1978 e 1979
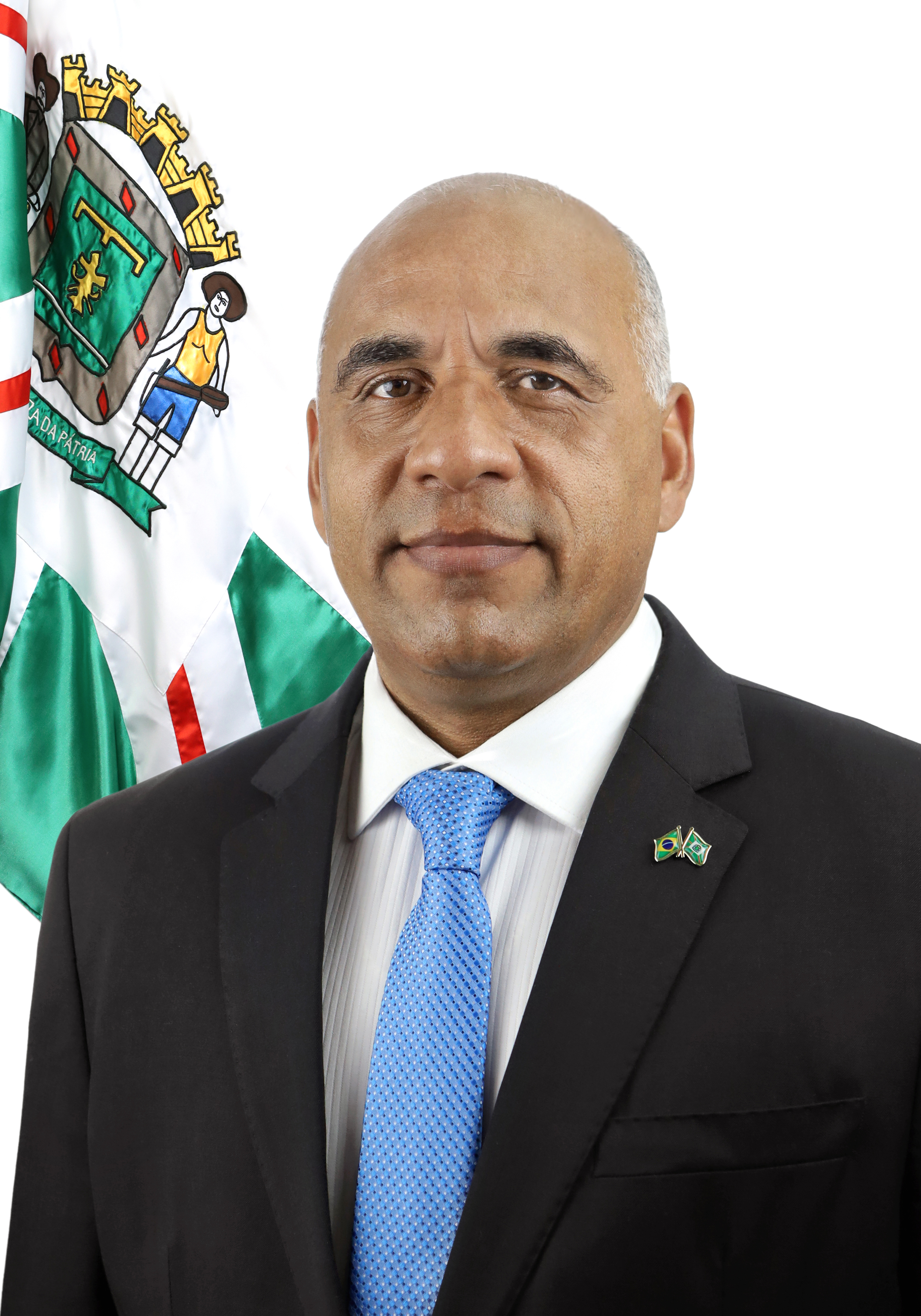
Rogério Cruz, 01 de setembro de 1966 (58 anos) prefeito entre 2021 e 2024

## Mandatos por partido
| Rank | Partido | Partido                                 | Quantitativo |
| ---- | ------- | --------------------------------------- | ------------ |
| 1    |         | Movimento Democrático Brasileiro        | 8 / 33       |
| 2    |         | Aliança Renovadora Nacional             | 6 / 33       |
| 3    |         | Partido Social Democrático              | 4 / 33       |
| 4    |         | Partido Democrático Social              | 3 / 33       |
| 4    |         | Partido dos Trabalhadores               | 3 / 33       |
| 5    |         | União Democrática Nacional              | 2 / 33       |
| 6    |         | Partido da Social Democracia Brasileira | 1 / 33       |
| 6    |         | União Brasil                            | 1 / 33       |
| 6    |         | Partido Trabalhista Brasileiro          | 1 / 33       |
| 6    |         | Partido Social Progressista             | 1 / 33       |
| 6    |         | Movimento Trabalhista Renovador         | 1 / 33       |
| 7    |         | Sem partido                             | 0,5 / 33     |
| 7    |         | Partido Social Republicano              | 0,5 / 33     |
| 7    |         | Solidariedade                           | 0,5 / 33     |
| 7    |         | Republicanos                            | 0,5 / 33     |